# Cadre-47/2-Europameisterschaft 1954

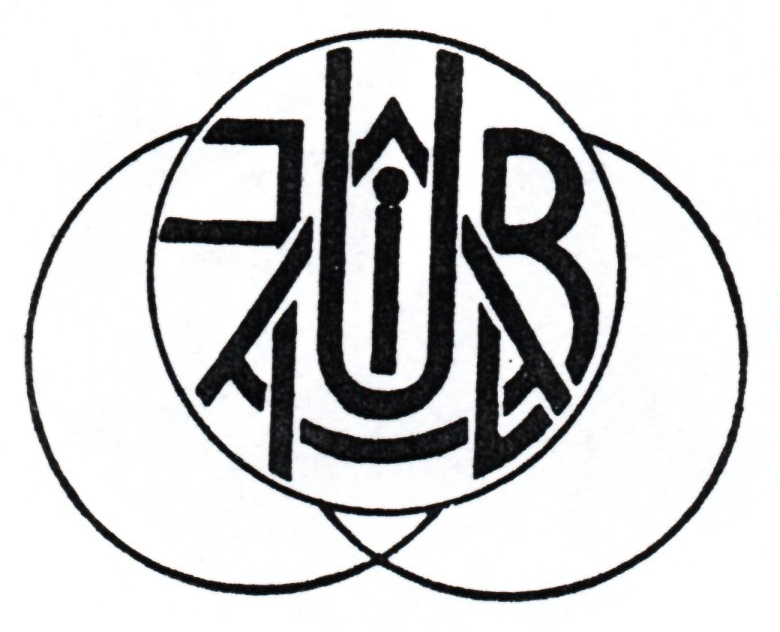
Logo UIFAB (ausrichtender Verband)

Veranstaltungsort: Algier

Die Cadre-47/2-Europameisterschaft 1954 war das 18. Turnier in dieser Disziplin des Karambolagebillards und fand vom 8. bis zum 13. Dezember 1953 in Algier, Algerien, statt. Algerien war bis 1962 eine französische Kolonie. Die Europameisterschaft zählte zur Saison 1953/54. Es war die dritte Cadre-47/2-Europameisterschaft in Frankreich (erste in Algerien).

## Geschichte
Leider fand die Europameisterschaft ohne die Deutschen Doppelsieger aus Groningen statt. Walter Lütgehetmann konnte krankheitsbedingt erst gar nicht anreisen.  August Tiedtke spielte die erste Partie gegen Ernst Rudolph und musste nach der Partie durch eine schmerzhafte Nervenentzündung im linken Arm die Heimreise antreten.
Das Turnier endete in Algier mit einem belgischen Doppelsieg durch René Gabriëls und Clément van Hassel. Die Leistungen bei diesem Turnier waren aber sehr dürftig. Der Turniersaal war zu kalt und das Spielmaterial nicht einer Europameisterschaft würdig. Dritter wurde der Ex-Europameister Jean Galmiche aus Frankreich. Der Essener Ernst Rudolph kam mit drei Siegen auf Platz fünf ein. Sein Durchschnitt von 9,44 war weniger als die Hälfte seines Durchschnitts, den er bei seinem Sieg bei der Deutschen Meisterschaft in Frankfurt spielte.

## Turniermodus
Hier wurde im Round Robin System bis 400 Punkte gespielt. Es wurde mit Nachstoß gespielt. Damit waren Unentschieden möglich.
Bei MP-Gleichstand (außer bei Punktgleichstand beim Sieger) wird in folgender Reihenfolge gewertet:
1. MP = Matchpunkte
2. GD = Generaldurchschnitt
3. HS = Höchstserie

## Abschlusstabelle
| MP    | Match Points (Sieger = 2; Unentschieden = 1; Verlierer = 0) |
| Pkte. | Erzielte Karambolagen                                       |
| Aufn. | Benötigte Versuche                                          |
| GD    | Generaldurchschnitt                                         |
| BED   | Bester Einzeldurchschnitt eines Spielers                    |
| HS    | Höchstserie                                                 |
|       | Bester GD des Turniers                                      |
|       | Bester ED des Turniers                                      |
|       | Beste HS des Turniers                                       |
|       | 1. Platz (Gold)                                             |
|       | 2. Platz (Silber)                                           |
|       | 3. Platz (Bronze)                                           |

| Platz                                         | Name               | MP   | Pkte. | Aufn. | GD    | BED   | HS  |
| --------------------------------------------- | ------------------ | ---- | ----- | ----- | ----- | ----- | --- |
| 1                                             | René Gabriëls      | 12:2 | 2772  | 142   | 19,52 | 28,57 | 228 |
| 2                                             | Clément van Hassel | 12:2 | 2499  | 134   | 18,64 | 28,57 | 181 |
| 3                                             | Jean Galmiche      | 10:4 | 2497  | 224   | 11,14 | 14,81 | 134 |
| 4                                             | Joseph Vervest     | 8:6  | 2333  | 194   | 12,02 | 20,00 | 124 |
| 5                                             | Ernst Rudolph      | 6:8  | 2059  | 218   | 9,44  | 16,00 | 66  |
| 6                                             | Louis Chassereau   | 4:10 | 1993  | 182   | 10,95 | 20,00 | 76  |
| 7                                             | Rafael Garcia      | 2:12 | 1867  | 226   | 8,26  | 10,25 | 93  |
| 8                                             | Marcel Rosselet    | 2:12 | 1854  | 226   | 8,20  | 16,00 | 86  |
| Turnierdurchschnitt: 11,56 (ohne Stichpartie) |                    |      |       |       |       |       |     |
| -                                             | Stichpartie        |      |       |       |       |       |     |
| -                                             | René Gabriëls      | 2:0  | 400   | 25    | 16,00 | 16,00 | 138 |
| -                                             | Clément van Hassel | 0:2  | 367   | 25    | 14,68 | –     | 98  |
| -                                             | nach Stichpartie   |      |       |       |       |       |     |
| 1                                             | René Gabriëls      | 14:2 | 3172  | 167   | 18,99 | 28,57 | 228 |
| 2                                             | Clément van Hassel | 12:4 | 2866  | 159   | 18,02 | 28,57 | 181 |
| Turnierdurchschnitt: 11,67 (mit Stichpartie)  |                    |      |       |       |       |       |     |